# Poecilorchestes
Poecilorchestes Simon, 1901 è un genere di ragni appartenente alla famiglia Salticidae.

## Distribuzione
L'unica specie oggi nota di questo genere è endemica della Nuova Guinea.

## Tassonomia
A dicembre 2010, si compone di una specie:
- Poecilorchestes decoratus Simon, 1901[2] — Nuova Guinea